# Doug Jones (politiker)
För skådespelaren Doug Jones, se Doug Jones (skådespelare)
Gordon Douglas "Doug" Jones, född 4 maj 1954 i Fairfield, Alabama, är en amerikansk jurist och demokratisk politiker, som i december 2017 vann ett fyllnadsval till senator för Alabama.
Jones är den första demokraten som har valts till USA:s senat från Alabama sedan Richard Shelby 1992.
Jones kandiderade under 2020 och förlorade mot den republikanska kandidaten Tommy Tuberville.

## Biografi
Doug Jones är ett av två barn till Gordon Jones, underhållsförman på U.S. Steel och tidigare pilot i flottan, och hemmafrun Gloria Jones. Han studerade statsvetenskap vid University of Alabama med kandidatexamen 1976 och tog doktorsexamen i juridik på Samford University 1979.
Han var biträdande federal åklagare 1980–1984 och därefter jurist på en advokatfirma i Birmingham i Alabama 1984–1997. Han utsågs 1997 till federal åklagare för Norra distriktet i Alabama. Doug Jones lämnade åklagarämbetet 2001 och återvände till privatpraktik. 

## USA:s senat

### Val

#### 2017
Den 11 maj 2017 meddelade Jones sin kandidatur för fyllnadsvalet till den amerikanska senaten, och kandiderade för den plats som lämnades öppen när Jeff Sessions utsågs till justitieminister. Sessions, en republikan, hade haft platsen sedan 1997, efter att demokraten Howell Heflin valde att inte kandidera till omval. Jones blev den tillträdande senatorn för Alabama efter att ha besegrat republikanen Roy Moore.
Jones fick 673 896 röster (50,0 procent) till Moores 651 972 röster (48,3 procent).

#### 2020
Jones kandiderade för en hel mandatperiod. Han sågs som den mest sårbara senatorn från båda partierna eftersom Alabama är en djupt republikansk delstat och omständigheterna och kontroversen kring hans republikanska motståndare 2017 inte längre var en faktor.
Republikanen Tommy Tuberville vann valet med över 60 procent av rösterna. Jones var den enda demokratiska senatorn som förlorade omvalet 2020.

### Ämbetstid
Jones svors in den 3 januari 2018 och hans mandatperiod löpte till den 3 januari 2021. Han var den första demokraten som representerade delstaten Alabama i den amerikanska senaten på 21 år. I februari 2020 röstade Jones för att döma president Donald Trump i hans riksrättsrättegång, och sa att bevisen som presenterades "tydligt bevisar" att Trump använde sitt ämbete för att försöka tvinga en utländsk regering att blanda sig i valet.

## Politiska ställningstaganden
Redaktionen i The Birmingham News har beskrivit Jones som en "moderat demokrat". Senator Jones har sagt att folk inte borde "förvänta sig av [honom] att alltid rösta för republikaner eller demokrater". Enligt FiveThirtyEight, hade Jones röstat i linje med president Donald Trumps uppfattning 36,8 procent av tiden.
Jones har beskrivits som en ekonomisk populist av Newsweek.

### Sociala frågor
Jones stödjer upphävandet av obligatoriska three strikes-lagar för icke-våldsbrott för att ge domare flexibilitet i att utdöma straff. I en intervju med The Birmingham News sa han att han motsätter sig ytterligare restriktioner för abort. Jones sa att nuvarande lagar på frågan är tillräckliga. Jones har också givit stöd för samkönat äktenskap.
Jones stödjer några vapenkontrollåtgärder inklusive "hårdare bakgrundskontroller för vapenförsäljning och att höja ålderskravet för att köpa ett vapen från 18 till 21 år.

## Privatliv
Doug Jones gifte sig med Louise Jones i december 1992. Paret har tre barn. Han har varit medlem i Förenade Metodistkyrkan i mer än 33 år.